# Sudeley Hanbury-Tracy (3e baron Sudeley)
Sudeley Charles George Hanbury-Tracy, 3e baron Sudeley (9 avril 1837 - 28 avril 1877), est un propriétaire britannique de houillère.

## Biographie
Il est le fils de Thomas Hanbury-Tracy (2e baron Sudeley), et d'Emma Elizabeth Alicia Pennant, fille de George Hay Dawkins-Pennant. Il succède à son père à la baronnie en février 1863, à l'âge de 25 ans. Il succède également à son père en tant que Lord Lieutenant du Montgomeryshire, poste qu'il occupe jusqu'à sa mort.
Lord Sudeley meurt célibataire en avril 1877, à l'âge de 40 ans. Son frère cadet, Charles Hanbury-Tracy (4e baron Sudeley), lui succède à la baronnie et devient un homme politique libéral éminent .